# Doesus telephoroides
Doesus telephoroides is een keversoort uit de familie Vesperidae. De wetenschappelijke naam van de soort werd in 1862 gepubliceerd door Francis Polkinghorne Pascoe.